# Северски рејон
Северски рејон (рус. Северский район) административно-територијална је јединица другог нивоа и општински рејон смештен у југозападном делу Краснодарске покрајине, односно на југу европског дела Руске Федерације. 
Административни центар рејона је станица Северскаја, док је највеће насеље варошица Иљски. 
Према подацима националне статистичке службе Русије за 2017. на територији рејона живело је 118.973 становника или у просеку 56,07 ст/km². Површина рејонске територије је 2.122 km².

## Географија
Северски рејон се налази на југозападу Краснодарске покрајине, обухвата територију површине 2.122 km², и десети је по величини рејон у Покрајини. Граничи се са Красноармејским рејоном на северу, на западу је Абински рејон, југозападу Геленџички округ, на југу је Туапсиншки рејон, истоку Горјачкокључки градски округ и на североистоку Краснодарски округ. На североистоку се граничи са Републиком Адигејом (Тахтамукајски рејон).
Северски рејон је смештен између леве обале реке Кубањ на северу и северних обронака Великог Кавказа на југу. Значајан део рејонске територије налази се на подручју ниске алувијалне Закубањске равнице, док подручје јужно од Северскаје има брдско планински карактер. Највиша тачка рејона се планине Папај са надморском висином од 819 метара и Убињсу (875 м), док је централно узвишење брдо Собер Оашх. Хидрографијом рејона доминирају реке Афипс са Убинком и Шебшом (најважније притоке Бзјук и Безепс), те река Супс. На северу рејона се налазе Шапсушко и Крјуковско језеро.

## Историја
Северски рејон је успостављен 2. јуна 1924. као административна јединица тадашњег Кубањског округа Југоисточне области и првобитно је у свом саставу имао 16 сеоских општина. У саставу Краснодарске покрајине је од 1937. године. 
Рејон је краткотрајно био распуштен од фебруара 1963. до децембра 1966. године.

## Демографија и административна подела
Према подацима са пописа становништва из 2010. на територији рејона живело је укупно 112.942 становника, док је према процени из 2017. ту живело 118.973 становника, или у просеку око 56,07 ст/km². По броју становника налази се на 10. месту са укупним уделом у покрајинској популацији од 2,12%. 
| 1959.  | 1970.  | 1979.  | 1989.  | 2002.   | 2010.   | 2017.    |
| ------ | ------ | ------ | ------ | ------- | ------- | -------- |
| 76.033 | 89.368 | 92.170 | 96.015 | 107.661 | 112.942 | 118.973* |

Напомена:* Према процени националне статистичке службе. 
На територији рејона налази се укупно 48 насељених места административно подељених на 12 другостепених општина (три урбане и 9 руралних). Административни центар рејона је станица Северскаја са око 25.000 становника. Статус градског насеља имају варошице Афипски (20.000 становника), Иљски (26.000 и највеће насеље у рејону) и Черноморски (око 9.000 житеља). Више од пет хиљада житеља имају и станице Смоленскаја (8.000) и Новодмитријевскаја (5.500), те село Љвовско (око 5.200 становника). 

## Саобраћај
Преко територије Кримског рејона пролази деоница А-146 Краснодар—Новоросијск, те железница која саобраћа у ситом правцу. 